# ارتش داعش
ارتش داعش، نیروی جنگی دولت اسلامی (داعش) است. تعداد کل نیروهای این گروه در اوج خود، از ده‌ها هزار تا بیش از ۲۰۰٬۰۰۰ نفر تخمین زده می‌شد. نیروی نظامی داعش در جریان گسترش قلمرو این گروه در سال ۲۰۱۴ به سرعت رشد کردند. ارتش داعش، از جمله، گروه‌هایی که در سال ۲۰۱۴ به آن ملحق شدند، آشکارا در چندین شهر لیبی و نیجریه، فعالیت و قلمرویی را کنترل می‌کنند.این گروه در اکتبر ۲۰۱۶، شهر گاندالا در پانتلند سومالی و در سال ۲۰۱۴ بخش بزرگی از شرق سوریه و غرب عراق را تصرف کرد، اما سرانجام در سال ۲۰۱۹ بخش زیادی از قلمرو خود را از دست داد. این گروه همچنین با لبنان، ایران و اردن درگیری‌های مرزی داشته و به خاک آنها تجاوز کرده است. گروه‌های مرتبط با داعش در الجزایر، پاکستان، فیلیپین، و در غرب آفریقا (کامرون، نیجر و چاد) فعالیت می‌کنند. در ژانویه ۲۰۱۵، حضور نظامی داعش در افغانستان و یمن نیز تأیید شد.
ارتش داعش بر پایه واحدهای سیار پیاده‌نظام سبک است که از وسایل نقلیه‌ای مانند وانت‌های مسلح (فنی)، موتورسیکلت و اتوبوس برای پیشروی سریع استفاده می‌کنند. آنها همچنین از توپخانه، تانک و خودروهای زرهی استفاده کرده‌اند که بخش عمده‌ای از آنها را از ارتش‌های عراق و سوریه به غنیمت گرفته‌اند. داعش، سابقه طولانی در استفاده از بمب‌های کامیونی و خودرویی، بمب‌گذاران انتحاری و بمب‌های دست‌ساز دارد. آنها همچنین سلاح‌هایی شیمیایی را در عراق و سوریه، مستقر کرده‌اند.